# Кречман, Карл Фридрих
Карл Фридрих Кречман (нем. Karl Friedrich Kretschmann; 4 декабря 1738, Циттау — 15 января 1809, там же) — немецкий адвокат, поэт, прозаик и драматург.

## Биография
Принадлежал к школе так называемых «бардов», под влиянием Клопштока воспевавших напыщенными фразами прошлое Германии. Стихотворения Кречмана, изданные под псевдонимом Rhungulph der Barde, пользовались в своё время большим успехом. Лучшее из них — «Die Jägerin», древнегерманская любовная идиллия. Его мелкие, чисто лирические стихотворения грациозны. Писал также повести и драмы. Полное собрание его сочинений было опубликовано в 1784—1805 годах.